# Tolepsi
Tolepsi est une commune rurale située dans le département de Liptougou de la province de la Gnagna dans la région de l'Est au Burkina Faso.

## Géographie
Tolepsi – qui est une commune à centres d'habitations dispersés – est située à 11 km à l'Ouest de Liptougou sur la route départementale 18.

## Santé et éducation
Le centre de soins le plus proche de Tolepsi est le centre de santé et de promotion sociale (CSPS) de Kodjéna.